# Winnie-the-Pooh: Blood and Honey 2
Winnie-the-Pooh: Blood and Honey 2 (Winnie Pooh: Miel y Sangre. Parte 2 en Hispanoamérica; Winnie-the-Pooh II: El Bosque Sangriento en España) es una película slasher independiente británica de 2024 dirigida por Rhys Frake-Waterfield y escrita por Matt Leslie. Es la segunda entrega del Twisted Childhood Universe  (TCU) y una secuela de Winnie-the-Pooh: Blood and Honey (2023), que sirvió como una reimaginación de terror de A. A. Milne y los libros de Winnie-the-Pooh de E. H. Shepard. La película está protagonizada por Scott Chambers como Christopher Robin y Ryan Oliva como el personaje principal, con Tallulah Evans, Teresa Banham, Peter DeSouza-Feighoney, Alec Newman y Simon Callow en papeles secundarios. Sigue a Pooh, Piglet, Tigger y Owl mientras buscan vengarse de Christopher Robin por revelar su existencia al mundo.
Tras el éxito de la primera película, el director Frake-Waterfield expresó interés en una secuela que, finalmente, recibió luz verde en noviembre de 2022. Los miembros del reparto original Nikolai Leon, Craig David Dowsett y Chris Cordell no regresaron para la película. secuela, con los nuevos miembros del reparto Chambers, Oliva y Eddy MacKenzie reemplazándolos como Christopher Robin, Winnie-the-Pooh y Piglet, respectivamente.
Winnie the Pooh: Miel y sangre 2 tuvo su premiere en Londres el 18 de marzo de 2024 y se estrenó en cines en los Estados Unidos y el Reino Unido el 26 de marzo de 2024.

## Argumento
Poco después de sobrevivir a la matanza de Winnie-the-Pooh y Piglet , [b] Christopher Robin huye del Bosque de los Cien Acres y regresa a su ciudad natal, Ashdown, para buscar ayuda; los cadáveres de María y sus amigos se recuperan del bosque, pero se cree que Christopher es el responsable.
El incidente se conoce como la "Masacre de los Cien Acres", y se estrena una adaptación cinematográfica basada en los asesinatos dañando la reputación de Christopher en Ashdown.  Pocas personas creen realmente en la historia de Christopher, que incluye a sus amigos de la infancia Lexy, Finn y Aaron, sus padres Alan y Daphne, y su hermana menor "Bunny". Ahora, un paria, Christopher tiene pesadillas sobre Pooh y acude a su hipnoterapeuta Mary Darling para lidiar con un trauma cuando su hermano gemelo Billy fue secuestrado hace varios años durante su fiesta de cumpleaños y nunca fue visto nuevamente.
Mientras tanto, en el Bosque de los Cien Acres, Pooh y Piglet se ven obligados a esconderse con sus compañeros Tigger y Owl cuando su casa es incendiada. Después de que matan a tres estudiantes universitarios en una casa rodante , Owl intenta convencer a Pooh de que ataque Ashdown en lugar de esperar a que más gente llegue al bosque. Algunos cazadores, liderados por Aaron, emboscan a las criaturas y matan a Piglet como venganza por la muerte de los estudiantes. Pooh los mata y reconsidera la propuesta de Owl, pero Aaron sobrevive y regresa a Ashdown.
Debido a la reacción negativa de la ciudad, Christopher pierde su trabajo como médico en el hospital local y regresa con Mary para someterse a más hipnoterapia. Cuando Aaron llega al hospital para recibir tratamiento, Christopher sospecha que el ataque fue realizado por Pooh, lo que se confirma cuando le pregunta a Aaron qué sucedió. También se encuentra con el conserje del hospital Cavendish, a quien reconoce como el hombre que secuestró a Billy, y lo confronta en su casa. Cavendish revela que trabajó para el Dr. Arthur Gallup, un científico que lo empleó para secuestrar niños alrededor de Ashdown para experimentos con genes animales a cambio de saldar sus deudas. Los niños no sobrevivieron y fueron enterrados en el Bosque de los Cien Acres, donde regresaron como híbridos mitad animal, mitad humano con un factor de curación mejorado . Christopher se da cuenta de que Billy estaba entre las víctimas y resucitó como Pooh antes de que Cavendish se suicidara por culpa.
Al caer la noche, Pooh, Tigger y Owl se embarcan en un alboroto por todo Ashdown y matan a varios residentes en el camino, incluido Finn. Pooh mata personalmente a Alan y Daphne y ataca a Lexy mientras ella está cuidando a un niño, pero ella sobrevive. Luego, las criaturas llegan a una fiesta rave en un almacén y matan a todos los asistentes a la fiesta. Christopher se apresura al almacén donde le dispara a Tigger y cree que Bunny fue secuestrada. Regresa al Bosque de los Cien Acres y pelea con Pooh, quien lo somete fácilmente mientras se topan con la tumba de Billy. Christopher llama a Pooh por su nombre real y trata de recordar su infancia, pero acusa a Christopher de abandonar a las criaturas, considerándolo responsable de la muerte de Eeyore años antes.
Lexy interviene y detiene a Pooh lo suficiente para que Christopher lo mate con un hacha. Las imágenes de las cámaras de seguridad de la matanza de las criaturas en Ashdown se pasan a la policía, que encontró a Bunny ilesa, y Christopher es posteriormente absuelto de cualquier delito. Owl y Tigger, habiendo sobrevivido, recuperan los cuerpos de Pooh y Piglet, y prometen vengarse de Christopher de una vez por todas.
En los créditos finales de la película se ven dibujos de Bambi, Peter Pan, Pinocho, Rabbit y Heffalump.

## Reparto
- Scott Chambers como Christopher Robin[2]
  - Mason Gold como el joven Christopher Robin
- Tallulah Evans como Lexy
- Ryan Oliva como Winnie the Pooh / Billy Robin[2]
  - Peter DeSouza-Feighoney como el joven Winnie the Pooh[2]
- Teresa Banham como Mary Darling
- Alec Newman como Alan Robin
- Simon Callow como Cavendish[3]
- Eddy MacKenzie como Piglet[4]
- Lewis Santer como Tigger[2]
- Marcus Massey como Owl[4]
- Nicola Wright como Daphne Robin
- Thea Evans como Bunny Robin
- Flynn Matthews como Finn
- Toby Wynn-Davies como el Dr. Arthur Gallup.

Además, Nikolai Leon, Craig David Dowsett y Chris Cordell aparecen en imágenes de archivo de Winnie-the-Pooh: Blood and Honey como Christopher Robin, Winnie the Pooh y Piglet, respectivamente.

## Producción
En una entrevista de junio de 2022 con Josh Korngut de Dread Central, el director Rhys Frake-Waterfield expresó interés en crear una secuela de Winnie-the-Pooh: Blood and Honey y afirmó que quiere "aumentarlo aún más y volverse aún más loco y aún más extremo". En septiembre de 2023, se publicaron imágenes teaser que mostraban la incorporación del nuevo personaje Owl. La fotografía principal también concluyó ese mes. La película presenta un nuevo elenco y nuevos diseños de personajes, y tiene lugar en la comunidad de Ashdown en lugar de en Hundred Acre Wood. Además, el personaje Tigger, que estuvo ausente en la primera película, aparece desde que pasó al dominio público en enero de 2024. Fue escrito por Matt Leslie.
Originalmente se informó que la película tenía un presupuesto cinco veces mayor que el de su predecesora; Más tarde se confirmaría que el presupuesto había aumentado diez veces más que el de la primera película. Shaune Harrison, quien anteriormente trabajó en producciones como Guerra mundial Z, la franquicia Harry Potter y Juego de Tronos, fue el diseñador de criaturas y sangre de la película, mientras Paula Anne Booker dirige los efectos especiales. En 2023, se reveló que Frake-Waterfield tenía la intención de que Pooh empuñara una motosierra como arma en la película, y que la película contaría con más de 30 muertes. La película se inspira en Terrifier 2. Las prótesis de Winnie-the-Pooh en la película costaron más de 20.000 dólares en comparación con los 770 dólares gastados en el disfraz de la primera película.

## Estreno
Winnie the Pooh: Miel y sangre 2 tuvo su premiere en el Prince Charles Cinema en Leicester Square, Londres, el 18 de marzo de 2024. Se estrenó en cines en los Estados Unidos. Estados Unidos y el Reino Unido por Fathom Events el 26 de marzo de 2024.

## Recepción
En Rotten Tomatoes la película recibió críticas mixtas, contando con un 52% de aprobación por parte de esta, mientras que por el lado de la audiencia recibió una aprobación del 81%

## Futuro
Frake-Waterfield también expresó interés en hacer películas sobre Thor, el dios del trueno de la mitología nórdica, así como franquicias con derechos de autor como Teletubbies, Tortugas Ninja y The Powerpuff Girls.
En marzo de 2024, poco después del estreno de la segunda película, se anunció que había entrado en desarrollo una tercera película de Winnie-the-Pooh: Blood and Honey. La película tendrá un presupuesto mayor que sus predecesoras y contará con los personajes Rabbit, los heffalumps y los woozles.